# Žabky

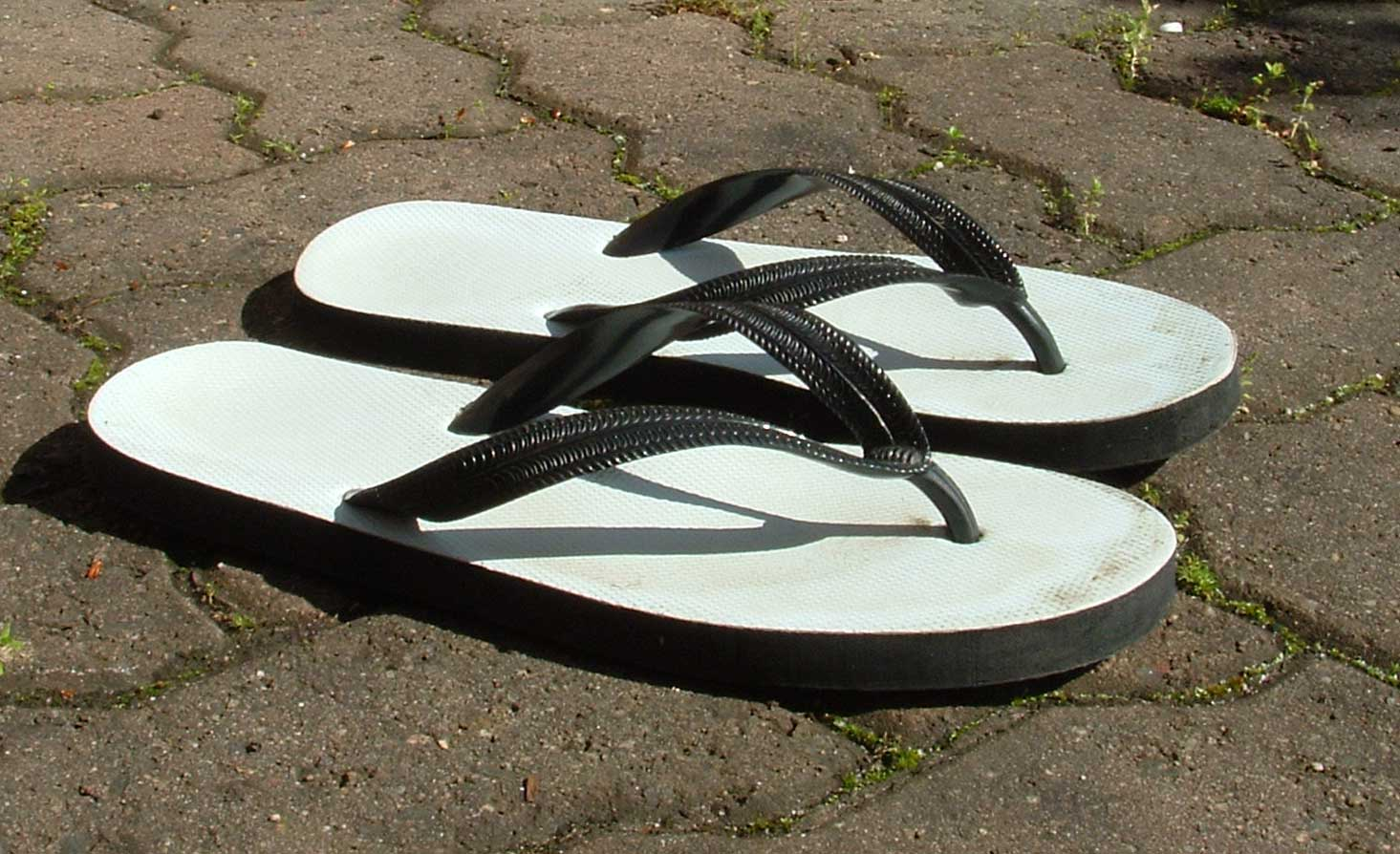
Klasické žabky

Žabky (někdy též vietnamky, nosí se totiž především v Asii, odkud se přes Spojené státy rozšířily do Evropy, či plážovky nebo ťapky, na Moravě šlapky, na severní Moravě  cukle; další pojmenování viz níže v článku) jsou celosvětově nejrozšířenějším druhem otevřené (obvykle letní) obuvi. Jejich charakteristikou je pásek ve tvaru písmene Y, který při nazutí obepíná nohu. Tyto pásky jsou k obuvi obvykle připevněny přibližně v úrovni nártu na noze a dále mezi palcem a ukazovákem. Díky tomu může noha volně dýchat a navíc je prstům umožněn volný pohyb. Oproti sandálům žabky pevně nezajišťují kotník.
Nejstarší dochované žabky jsou cca 3500 let staré a jsou uložené v britském muzeu. Obuv se v dnešní podobě začala vyrábět v polovině 20. století na Novém Zélandu, odkud se pak následně rozšířila do celého světa.
Žabky jsou též vhodným preventivním obutím i při vstupu do veřejných sprch či koupališť, kde by mohlo hrozit nebezpečí šíření kožních nemocí.
Vedle výhod jsou ovšem obuvi vytýkány i nedostatky, a to především v oblasti zdravotní a environmentální.

## Popis obuvi

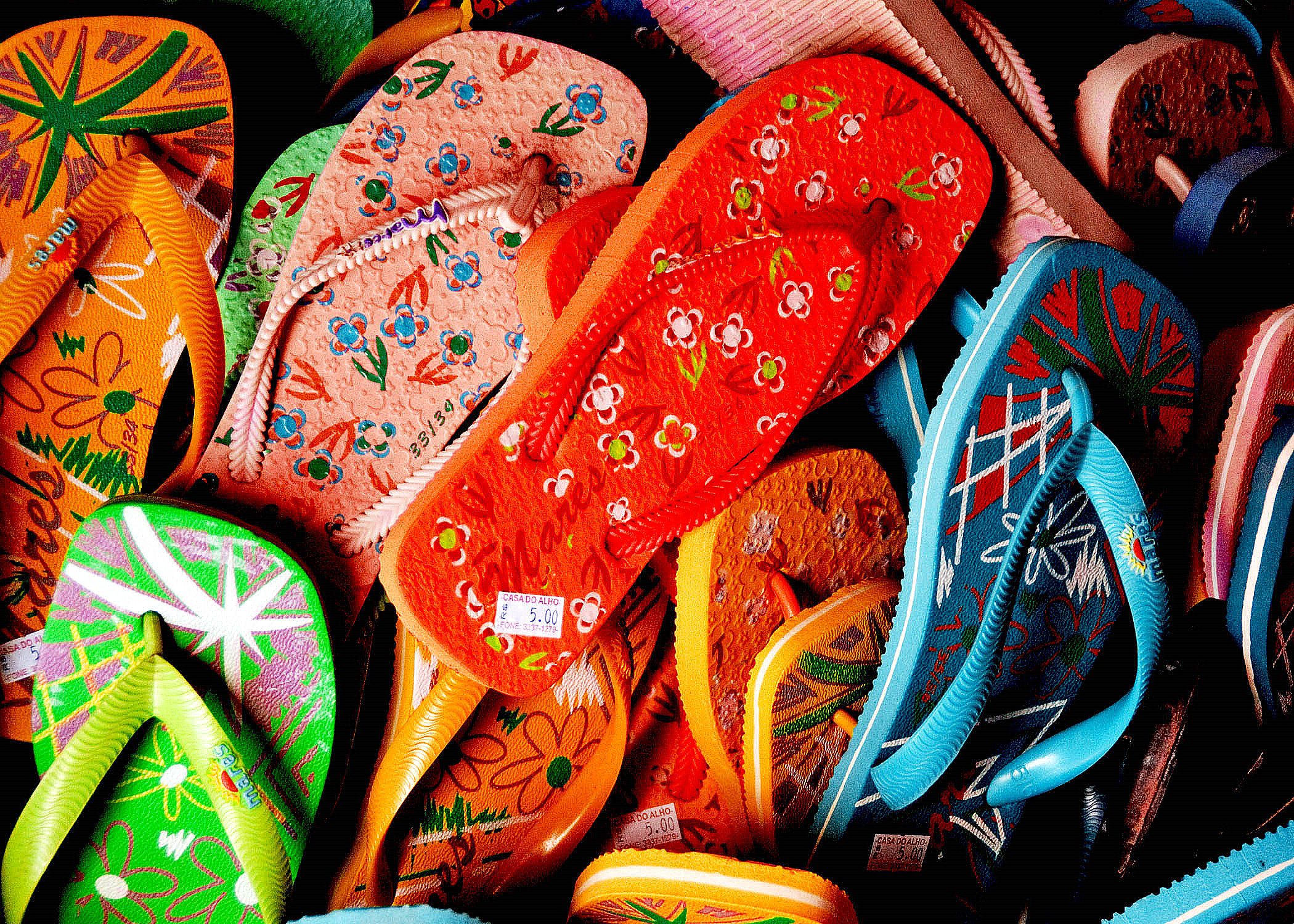
Obuv se vyrábí v různých barevných provedeních

Podešev obuvi je dnes obvykle vyrobena ze syntetických materiálů, například z PVC, což zajistí, že boty jsou poměrně lehké a skladné. K výrobě se ale používají i jiné materiály, kupříkladu palmové lýko, sláma či dřevo. Pásky mohou být vyrobené také ze syntetických materiálů nebo například z látky či provázků. Pokud jsou dané boty určeny pro ženy, mohou být pásky ještě dozdobeny (například barevným potiskem, korálky apod.).
Navíc lze i podešev barevně, graficky či tvarově upravit do různých podob. Díky tomu je možné tuto obuv použít i jako reklamní předmět.
Pokud je podrážka doplněna o konstrukci připomínající lešení, je možné tuto obuv nosit i v blátě rýžoviště či ve sněhu.
Obvykle bývá tato obuv nošena na bosou nohu, ovšem v Japonsku je nošena i se speciálními ponožkami (pojmenovanými tabi), které se vyznačují oddělením palce od zbytku prstů, čímž jsou ideální na nošení v žabkách.

## Místopisné rozšíření

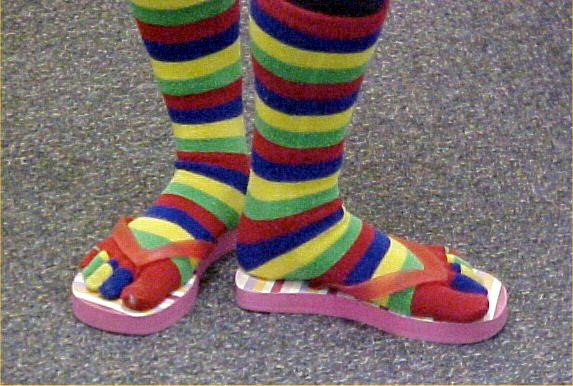
Žabky v Japonsku

Žabky jsou rozšířené především v oblastech s teplým podnebím, kde je lidé využívají k procházkám po pláži nebo i ke kratším výletům do města.
Rozšířené jsou především v Indii (tam se jim říká Hawaii chappal), dále v Austrálii, na Novém Zélandu, v Jihoafrické republice, ve Spojených státech amerických, v Brazílii, Panamě, na tichomořských ostrovech a v jihovýchodní Asii.
Ve většině rozvojových zemích jsou gumové žabky tou nejlevnější obuví, jež je k dispozici. Často totiž stojí méně než jeden dolar. Navíc byla přijata opatření ke snížení nákladů, a to například výrobou této obuvi z recyklovaných materiálů (třeba pneumatik). Pokud se obuv poškodí (vytrhne se pásek obepínající nohu), lze ji poměrně snadno a za nízkou cenu opravit u některého z pouličních opravářů obuvi.
Naproti tomu jsou žabky v mnoha rozvinutých zemích považovány za roční nebo sezónní druh obuvi, který je ovlivňován aktuálními módními trendy. V případě jejich možného poškození se většina lidí v těchto zemích s opravou žabek – s ohledem na jejich nízkou cenou – ani nezabývá a pořizuje si žabky nové.

## Historie
Žabky existují zhruba již po dobu 6000 let. Přes svou dlouhou historii se změnily jen velmi málo.

### Nejstarší historie

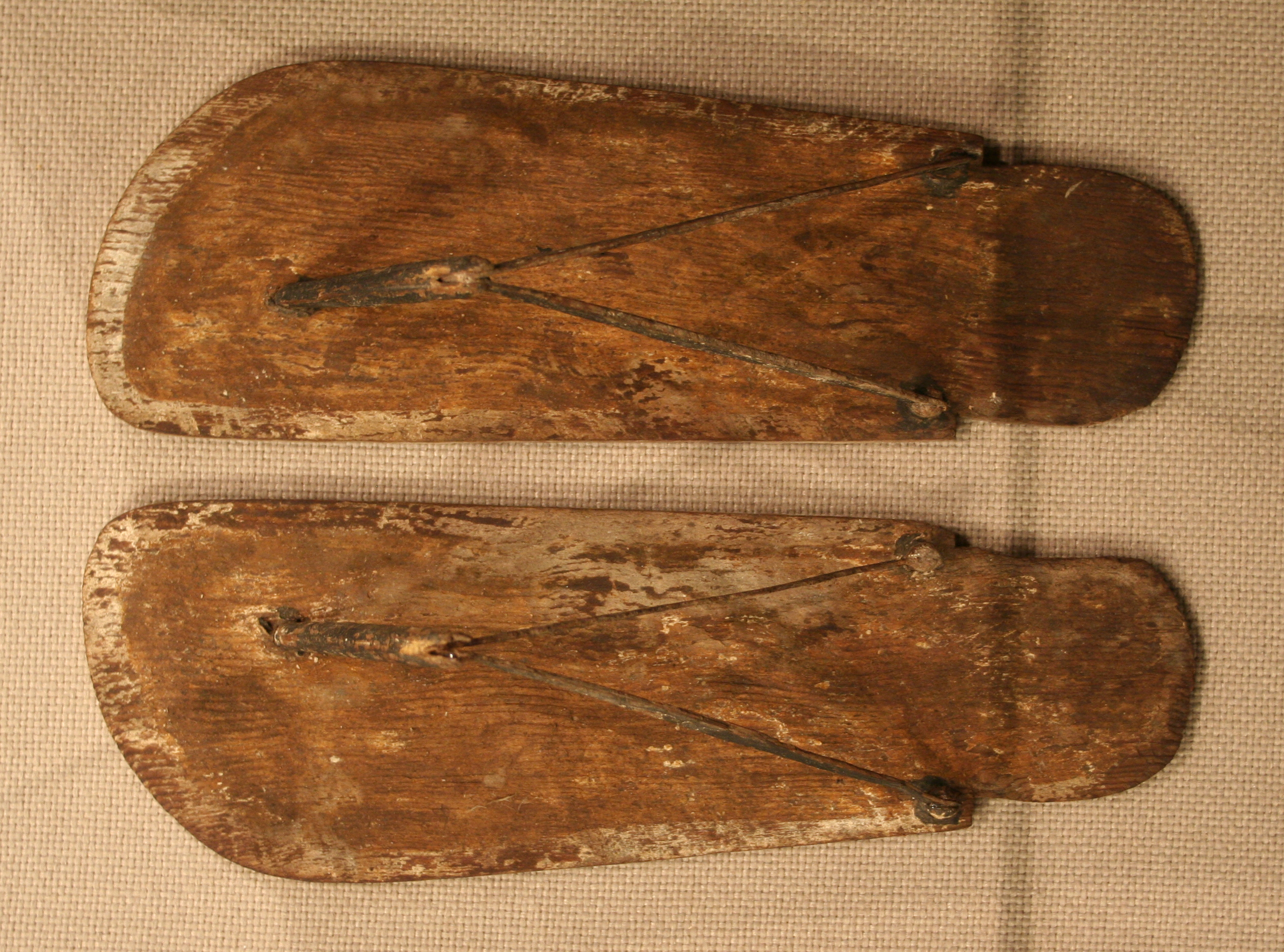
Dřevěné žabky z Egypta, Abúsír 9.–10. dynastie

Podle otisků stop se mohly používat před více než 70000 lety.
Primitivní boty, které byly žabkám podobné, je možné nalézt již na jeskynních malbách z konce doby kamenné. To je období před asi 15 000 lety.[chybí lepší zdroj]
Nejstarší dochované žabky jsou z doby cca 1500 před naším letopočtem a v současnosti je vlastní britské muzeum.
Objevily se také v Egyptě přibližně před 5000 lety. Egypťané tehdy otiskovali chodidla do rozměklé kaše z papyru nalité na vlhký písek. Takto vzniklou podrážku připevnili k noze pásky ze surové kůže. Důkazem jsou nálezy v hrobkách, kde se navíc našly i kousky obuvi vyrobené z barevných kůží a zdobené perličkami či květinovými vzory. Oblíbené také byly ve starověkém Řecku a Římě, kde je nosili především muži.
První žabky byly vyráběny nejen z papyru, ale i z jiných materiálů, například z kůže, ze dřeva, nebo také z rýžových stébel. Jejich styly byly odlišné s různými umístěními popruhu pro prst.

### 20. století
Ve třicátých letech 20. století se tradiční japonská obuv s tkanou podrážkou nazývaná zóri začala používat na Novém Zélandu jako obuv k vycházkám na pláž. Po druhé světové válce se s vojáky a zaměstnanci okupační správy vracejícími se z Japonska dostaly do Spojených států. Zde získaly popularitu a v Kalifornii byly považovány za reprezentanta životního stylu spojeného se surfováním.
Následně se začaly objevovat úvahy nad možností výroby žabek z plastu. Její podobu navrhl v padesátých letech Morris Yock z novozélandského Aucklandu a roku 1957 si jej nechal patentovat. Proti tomu se však postavili potomci Johna Cowieho, jenž byl významným poválečným anglickým obchodníkem zabývajícím se v Hongkongu výrobou z plastu. Ti (rozuměj potomci Johna Cowieho) tvrdili, že to byl právě Cowie, kdo na konci čtyřicátých let 20. století s výrobou žabek z plastu začal a že Yock byl jejich pouhým dovozcem na Nový Zéland. Navíc tvrdili, že John Cowie dokonce vymyslel pojmenování jandal jako zkráceninu z Japanese Sandal (česky japonské sandále). Navzdory skutečnosti, že výraz jandal je běžně na Novém Zélandu používán k pojmenování jakékoliv podoby této obuvi, je slovo Jandal od roku 1987 ochrannou známkou ve vlastnictví společnosti Skellerup.

### Současnost
V současné době jsou žabky upravovány a doplňovány o další prvky, které je odlišují od původní – ploché – podoby. Novodobými úpravami jsou například podpatky či klínky používané u obuvi určené ženám. Popularitu žabkám přinesly také celebrity, které je začaly nosit, a následně této obuvi začali věnovat pozornost také módní návrháři.

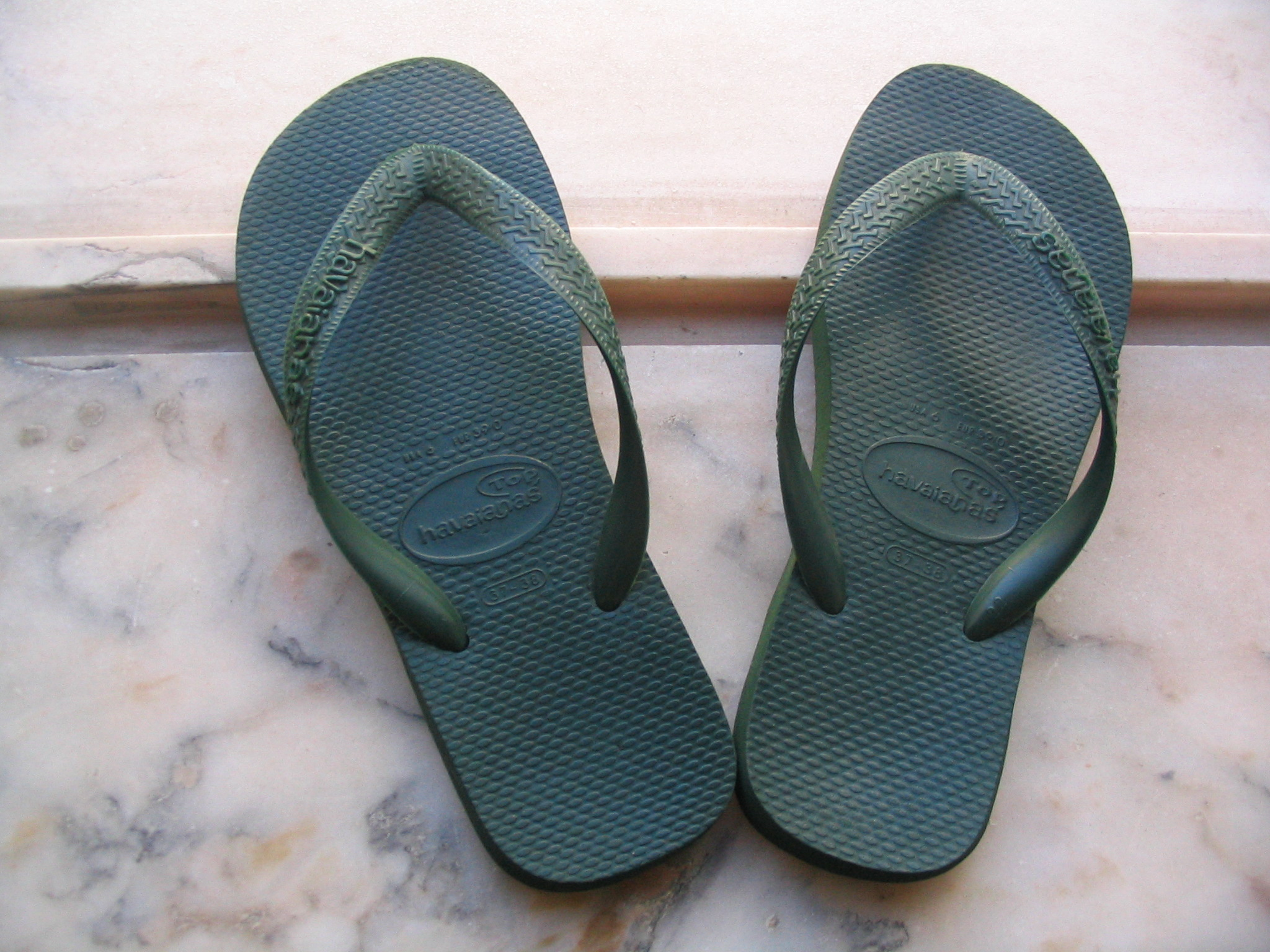
Žabky (tzv. Havaianas) vyráběné ze surového kaučuku a rozšířené především v Brazílii

Havaianas je brazilská značka žabek, která si získala popularitu v roce 1998 poté, co u příležitosti mistrovství světa ve fotbale uvedla na trh žabky obsahující na páskách motiv brazilské státní vlajky. Ačkoliv jsou žabky Havaianas například ve Spojených státech populární až v posledních letech, vlastní firma existuje již od roku 1962. Boty jsou známé svou pohodlnou podešví i řemínky. Samotné jméno Havaianas pochází z portugalštiny.

## Výroba
Žabka se při výrobě skládá ze dvou částí, a to z podrážky a z vrchního pásku, který se k ní po stranách a uprostřed v místě palce připojí. Během výroby se ze syntetické hmoty vyseknou dvě části sloužící k výrobě vrchních pásků. V místě, kde se budou pojit k podrážce, se proděraví, v oblasti každé z dírek se stlačí a umístí se na příslušné místo do formy pro výrobu spodní části. Do ní se vlije materiál z pěnové umělé hmoty určený pro výrobu spodní části a následně dojde ke spojení spodní části se stykovými částmi vrchních pásků. Nakonec je do každé z dírek vstřikována plastická hmota a jsou plněny vzniklé prolákliny.[nedostupný zdroj]
Grafika se na obuv umisťuje pomocí:
- potisku,
- strojové výšivky,
- nažehlovací etiketou.

V posledních letech byla většina hromadné výroby žabek přesunuta do rozvojových zemích s levnou pracovní silou. Některé značky – například Okabashi (se sídlem v Bufordu v Georgii) či Island Slipper (se sídlem v Pearl City na Havaji) – však přesto i nadále zůstávají ve Spojených státech.

## Zápory obuvi
Podle některých pramenů škodí nošení této obuvi lidskému tělu. Odborníci žabky zcela neodmítají (oceňují jejich využití na pláži, v bazénu či ve sprchách), avšak nedoporučují v nich chodit více než hodinu denně (a rozhodně ne po městské dlažbě). Preferují střídání různých druhů obuvi.

### Zdravotní problémy

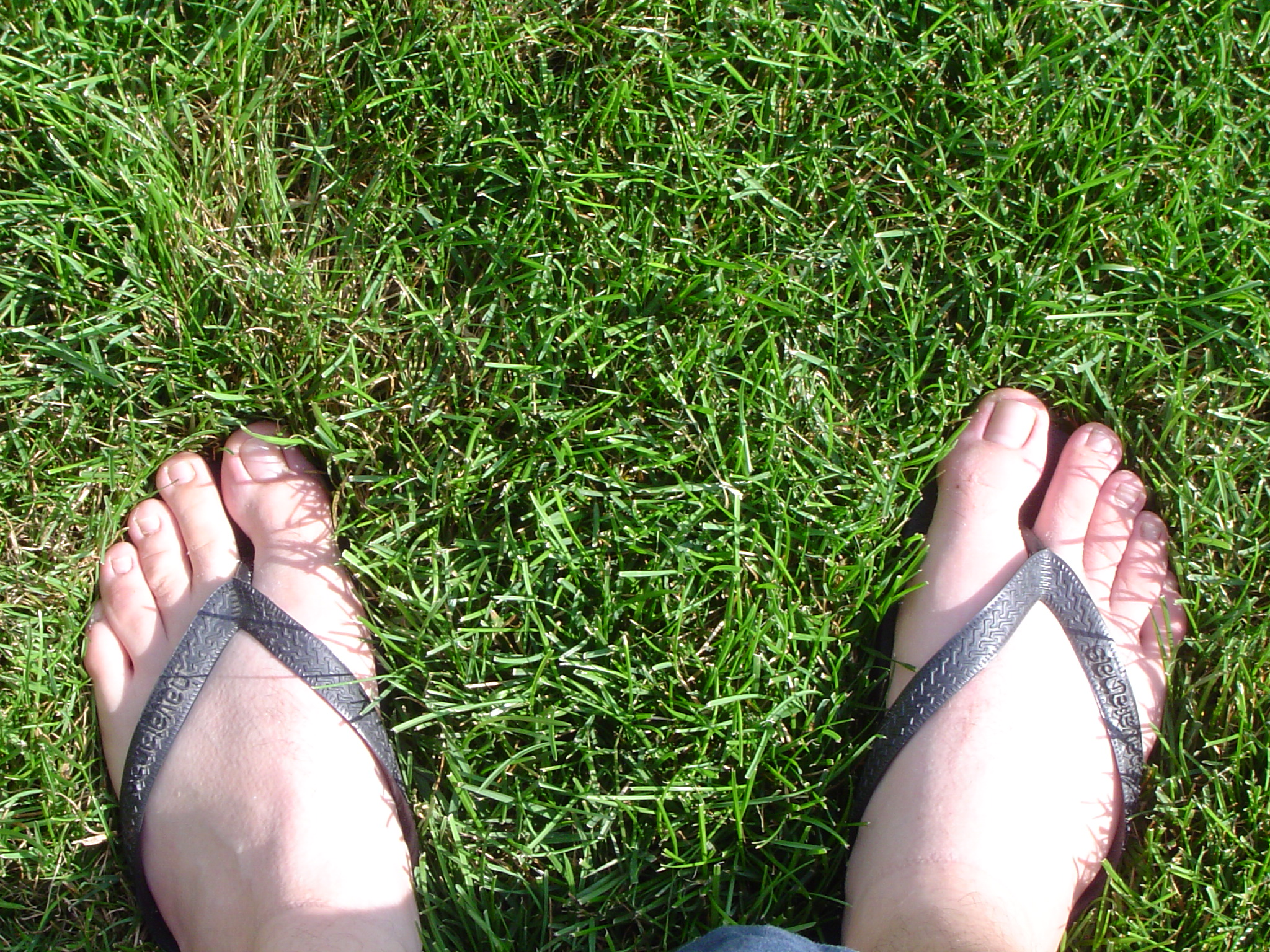
Nohy nazuté v žabkách

Ze zdravotního hlediska je této obuvi vytýkáno, že jednak neposkytují nohám žádnou oporu a dále nadměrně zatěžují klenbu nohy a deformují chodidlo. Též ubližují patě a nezdravě namáhají Achillovu šlachu. Jednotlivé prsty se při chůzi musí více namáhat (obuv na noze drží jen díky pásku a to není dostatečné) a při dlouhém pohybu v této obuvi se objevuje nebezpečí vzniku tzv. kladívkového prstu. Je s tím též spojen častý výron kotníku či jeho zlomeniny. Protože se noha dotýká žabek jen svou spodní částí a zbytek chodidla je vystaven působení větru, dochází k vysušování kůže. Pokud je příliš suchá, mohou v ní vzniknout hluboké praskliny a rozpraskaná kůže může začít bolestivě krvácet. Žabkám lze také připočíst bolesti kyčlí a bolesti ve spodní části zad, neboť nutí ke změně přirozeného způsobu chůze, protože osoba obutá do žabek dělá obvykle menší kroky, než je zvyklá, a namáhá tak jiné části zádových svalů, než při přirozené chůzi.
Žabkám je vytýkáno, že nenabízí žádnou ochranu chodidel před kameny, blátem či špínou. Navíc ani chodidla neochrání v případě, že na nohu obutou v žabce někdo šlápne.

### Materiál obuvi
Jiné zdroje poukazují na nevhodné složení podešve. Ta může obsahovat nebezpečné chemikálie (olovo, zinek, fosfáty či ftaláty). Jakmile se tyto látky dostanou do kůže člověka, mohou ovlivnit jeho zdravotní vývoj.
Navíc s ohledem na skutečnost, že je obuv vyrobena z polyuretanu, který pochází z ropy, mohou žabky představovat problém z hlediska životního prostředí. Proto se na výrobu žabek využívají i jiné materiály, a to buď recyklovatelné (recyklované pneumatiky) a nebo přírodní (konopí, bavlna, kokos atp.).

### Řízení motorových vozidel
Nevhodné je také používání této obuvi při řízení motorových vozidel. V některých státech je užití této obuvi během řízení dokonce pokutováno.

## Pojmenování žabek
V jednotlivých oblastech světa má obuv různé pojmenování:
- jandals –  Nový Zéland
- infradito (neboli mezi prsty) –  Itálie
- Hawaii Chappal či Qainchi chappals –  Indie a  Pákistán
- thongs –  Austrálie,  Kanada
- tongs -  Francie,
- slip-slops –  Jižní Afrika
- go-aheads – jižní Tichomoří
- ojotas nebo chancletas –  Argentina
- chanclas –  Španělsko
- chancletas nebo sandalias – Latinská Amerika
- japanke (neboli japonky) –  Chorvatsko,  Srbsko,  Černá Hora
- japonki (v překladu japonky) –  Polsko
- вьетнамки / vjetnamki (v překladu vietnamky) -  Rusko
- chinelos –  Brazílie
- kafkafim –  Izrael
- sayonares –  Řecko
- tsokara –  Kypr (řecká část)
- vietnámi papucs (v překladu vietnamské pantofle) –  Maďarsko
- tsinelas nebo chinelas –  Filipíny
- flip-flops –  Spojené království,  Spojené státy americké

Na Havaji a na několika dalších místech na světě jsou žabky pojmenovávány jako bačkory.